# Croton versicolor
Espèce
Croton versicolor est une espèce de plantes à fleurs du genre Croton et de la famille des Euphorbiaceae, présente dans l'État brésilien du Minas Gerais.
Elle a pour synonymes :
- Croton campestris var. atratus, Baill., 1864
- Oxydectes atrata Kuntze